# IC 438
IC 438屬於哈伯序列中的螺旋星系，位於天兔座。根據估計，IC 438距離銀河系1億3,300萬光年，直徑約115,000光年。
1891年1月7日，美國天文學家路易斯·斯威夫特發現IC 438。

## 特徵
IC 438與其他四個星系一起形成了IC 438星系群或LGG 134。IC 438可能與IC 2151一起形成引力束縛星系對。
天文學家曾在IC 438觀測到超新星SN 1997B（Ic型）和SN 2017gbb（Ia型）。

## 外部連結
- SIMBAD Astronomical Database （页面存档备份，存于）
- Luminous in Lepus (engl.) （页面存档备份，存于）
- CDS Portal （页面存档备份，存于）